# Piacenza Sportiva 1942-1943
Questa pagina raccoglie le informazioni riguardanti il Piacenza Sportiva nelle competizioni ufficiali della stagione 1942-1943.

## Stagione
Nella stagione 1942-1943 il Piacenza ha disputato il girone C a dodici squadre del campionato di Serie C, con 13 punti in classifica si è piazzato in settima posizione. Il campionato è stato vinto dal Parma, che con 35 punti in classifica ha ottenuto l'accesso al girone finale, vi otterrà il secondo posto alle spalle della Pro Gorizia, promossa in Serie B, il Parma la ottiene sul campo vincendo con il Verona (2-0) lo spareggio delle seconde, ma la perderà a tavolino in piena estate per un illecito sportivo.
La stagione 1942-1943 è l'ultima regolare o quasi, disputata prima che la guerra costringa anche il pallone a smettere di rotolare. Crescono le difficoltà organizzative, nei dodici gironi della Serie C, alcune squadre si ritirano prima o durante il torneo. Il Piacenza disputa il girone G, un torneo tra emiliane se si escludono Prato e Codogno. Parte con modeste ambizioni e si piazza a metà classifica. In mediana si mette in vista Carlo Carini, successivamente partigiano, verrà fucilato dai nazifascisti. Miglior marcatore stagionale Franco Concesi con otto reti in dieci partite. Il campionato termina a inizio primavera, pochi mesi dopo l'8 settembre la situazione in Italia precipita ed inizia il doloroso periodo della guerra civile, anche il calcio "ufficiale" si ferma.

## Rosa
| N. |                   | Ruolo | Calciatore            |
| -- | ----------------- | ----- | --------------------- |
|    | Italia (bandiera) | P     | Primo Acerbi          |
|    | Italia (bandiera) | C     | Silvio Agosti         |
|    | Italia (bandiera) | D     | Artigiani             |
|    | Italia (bandiera) | A     | Vittorio Azzali       |
|    | Italia (bandiera) | D     | A. Banfi              |
|    | Italia (bandiera) | A     | Gino Bassi            |
|    | Italia (bandiera) | A     | Domenico Benassi      |
|    | Italia (bandiera) | A     | Ideo Boni             |
|    | Italia (bandiera) | C     | Giovanni Walter Bravi |
|    | Italia (bandiera) | P     | Giovanni Brogni       |
|    | Italia (bandiera) | C     | Italo Brugola         |
|    | Italia (bandiera) | C     | Alberto Busconi       |
|    | Italia (bandiera) | C     | Carlo Carini          |
|    | Italia (bandiera) | A     | Franco Concesi        |
|    | Italia (bandiera) | D     | Giuseppe Confalonieri |

| N. |                   | Ruolo | Calciatore         |
| -- | ----------------- | ----- | ------------------ |
|    | Italia (bandiera) | P     | Mario Fontana      |
|    | Italia (bandiera) | C     | Augusto Frassi     |
|    | Italia (bandiera) | C     | P. Galimberti      |
|    | Italia (bandiera) | A     | Antonio Gandolfi   |
|    | Italia (bandiera) | A     | Giorgio Grossi     |
|    | Italia (bandiera) | A     | Vittorio Maestri   |
|    | Italia (bandiera) | D     | Giovanni Malchiodi |
|    | Italia (bandiera) | D     | Edmondo Mazzocchi  |
|    | Italia (bandiera) | D     | Vittorio Pavarani  |
|    | Italia (bandiera) | A     | E. Preti           |
|    | Italia (bandiera) | D     | Franco Torreggiani |
|    | Italia (bandiera) | A     | Renzo Toscani      |
|    | Italia (bandiera) | C     | Santino Vaccari    |
|    | Italia (bandiera) | C     | Armindo Valente    |
|    | Italia (bandiera) | D     | Pietro Zilocchi    |

## Risultati

### Serie C

#### Girone di andata
| Arbitro: | Rossi (Cremona) |

|                         |           |            |
| Gandolfi 1’ Benassi 29’ | Marcatori | 37’ Rivola |

| Arbitro: | Pera (Firenze) |

|                      |           |              |
| Mazzoni 6’ Baldi 10’ | Marcatori | 37’ Gandolfi |

| Piacenza 18 ottobre 1942 3ª giornata | Piacenza            | 0 – 0 | Codogno | Stadio del Littorio\| Arbitro: \| Guariglia (Salerno) \| |
| Arbitro:                             | Guariglia (Salerno) |       |         |                                                          |

| Arbitro: | Piselli (Firenze) |

|                              |           |  |
| Melandri 17’ Degara 31’, 63’ | Marcatori |  |

| Arbitro: | Rossi (Cremona) |

|  |           |              |
|  | Marcatori | 29’ Barbieri |

| Arbitro: | Vitali (Treviglio) |

|                                                                    |           |                |
| Pucci 4’ Boriani 20’ Chiavacci II 26’, 29’ Magherini 54’ Notti 64’ | Marcatori | 59’ Galimberti |

| Arbitro: | Barion (Bologna) |

|                                                   |           |  |
| Brugola 9’, 24’, 60’ Gandolfi 44’, 56’ Frassi 83’ | Marcatori |  |

| Arbitro: | Grattarola (Bologna) |

|                             |           |                      |
| Zampighi 14’, 25’ Zecca 56’ | Marcatori | 40’ (rig.) Mazzocchi |

| Guastalla 29 novembre 1942 9ª giornata | Trancerie Mossina | 0 – 0 | Piacenza | Stadio "Calcaterra"\| Arbitro: \| Codeluppi (Lodi) \| |
| Arbitro:                               | Codeluppi (Lodi)  |       |          |                                                       |

| 6 dicembre 1942 10ª giornata | Piacenza | – A Tav. | Amatori Bologna |  |

| Arbitro: | Calamai (Prato) |

|                       |           |          |
| Rambaldi 4’ Majch 89’ | Marcatori | 30’ Boni |

#### Girone di ritorno
| Arbitro: | Cecconi (Padova) |

|              |           |  |
| Margotti 78’ | Marcatori |  |

| Arbitro: | Bertolini (Reggio Emilia) |

|                                                   |           |  |
| Concesi 14’, 58’, 64’, 72’ Benassi 50’ Carini 74’ | Marcatori |  |

| Arbitro: | Quaranta (Bari) |

|                         |           |                         |
| Belloni 70’ Sperati 88’ | Marcatori | 39’ Valente 63’ Maestri |

| Arbitro: | Martelli (Livorno) |

|                |           |                              |
| Galimberti 72’ | Marcatori | 10’, 26’ Degara 49’ Melandri |

| Arbitro: | Pacini (Lucca) |

|                        |           |                       |
| Garuti 55’ Gavioli 90’ | Marcatori | 5’ Carini 30’ Concesi |

| Arbitro: | Mantovani (Ferrara) |

|                     |           |                  |
| Galimberti 40’, 77’ | Marcatori | 84’, 91’ Boriani |

| 14 febbraio 1943 18ª giornata | Baracca Lugo | – A Tav. | Piacenza |  |

| Arbitro: | Goracci (Firenze) |

|  |           |                                                                        |
|  | Marcatori | 6’ (aut.) Malchiodi 15’ Sala 32’, 54’ Marmiroli 86’ Strocchi 88’ Zecca |

| Arbitro: | Guariglia (Salerno) |

|  |           |              |
|  | Marcatori | 65’ Avanzini |

| 7 marzo 1943 21ª giornata | Amatori Bologna | – A Tav. | Piacenza |  |

| Arbitro: | Quarantini (Genova) |

|                      |           |            |
| Concesi 5’, 13’, 52’ | Marcatori | 33’ Roveri |